# シティヒート
『シティヒート』（City Heat）は1984年に公開されたアメリカ合衆国の映画。ライバル関係にある刑事と私立探偵が悪の組織に立ち向かう姿を描くアクション・コメディ。監督はリチャード・ベンジャミン。出演はクリント・イーストウッドやバート・レイノルズなど。

## ストーリー
暗黒街のカンサスシティ。クールな敏腕刑事のスピアと女にモてる私立探偵のマイクは警察時代の同期だが、二人はお互いにライバル意識を剥き出しにするほどの犬猿の仲であり、会えばいつも喧嘩ばかりしていた。ある日、マイクの相棒のスウィフトが暗黒街の大物レオン・コルの隠し帳簿を手に入れる。そして、もう一方の大物プリモ・ピットから2万5千ドル、当のレオンからも5万ドルをせしめようと計画した。恋人ジニーは彼の身を案じて止めたが彼は話を聞かず、天秤にかけられていることを知った組織のボスたちは先を争って帳簿争奪に立ち上がり、不穏な空気を感じたスピアは、マイクの秘書アディに彼を尾行するように依頼する。スピアの不安は的中し、スウィフトはジニーの部屋でピットの部下に射殺されてしまう。騒ぎを聞きつけ突入したスピアはピットの部下を射殺するが、殺人の証人になり得るジニーは恐怖を感じて現場から姿を消してしまう。
マイクはスピアから事件を聞かされ、警察署を出た直後にコルの出迎えを受け彼の屋敷に向かう。コルはスウィフト殺しはピットの仕業だと伝え、帳簿を手に入れてくるように依頼し、マイクは5万ドルの報酬と引き換えに依頼を引き受ける。マイクはスウィフトの足取りを探るが帳簿に辿り着くような情報は手に入らなかった。同じ頃、スピアはピットの屋敷に乗り込み、彼の拳銃を奪い強引に銃弾を手に入れてスウィフト殺しの弾道検査を行い、彼の拳銃が犯行に使用されたものであることを立証する。スピアはピット立件のためにジニーの証言を求め、マイクに彼女を見つけ次第連絡するように伝える。マイクは恋人キャロラインのパーティーに出席した際にスウィフトの郵便物を手に入れるが、その後、彼女はコルに誘拐されてしまい、彼女と引き換えに帳簿を渡すように迫られる。
マイクは連絡してきたジニーと接触し、スウィフトが出入りしていたジムの場所を聞き出すが、ジニーは彼と別れた直後にピットの部下に見付かり、逃げようとして車に撥ねられてしまう。一方、ジムのロッカーから帳簿を見つけたマイクは、事務所に戻った際にジニーが襲われてことを知り飛び出すが、そこでピットとコルの部下に出くわし銃撃戦となる。スピアは、その様子を遠くから様子見していたが、流れ弾が車の窓に当たったことに怒り、ショットガンを取り出して銃撃戦に加わり、ピットとコルの部下を追い払ってしまう。スピアはジニーのことを知らせなかったマイクを殴り倒すが、彼からキャロラインが人質に取られていることを聞かされる。
マイクは一人でピットのアジトに乗り込み、キャロラインを助けようとする。ピットは帳簿を渡すように命令するが、マイクは「帳簿の入ったケースには爆弾を仕掛けた」と警告する。ピットは警告をハッタリだと考えマイクを殺そうとするが、そこにスピアが現れ銃撃戦となる。二人は先を争ってピットたちを射殺し、生き残った彼の部下からキャロラインの居場所を聞き出す。二人は監禁場所の売春宿に乗り込み、ピットの部下たちを全員射殺して彼女を助け出す。現場には騒ぎを聞きつけた新聞記者や野次馬が集まり、三人はその場を立ち去ろうとする。そこにアディを人質にしたコルが現れ、帳簿を渡すように迫る。スピアは帳簿を渡すことを渋るが、マイクはケースを引き渡し、アディを助け出す。コルは車でその場を立ち去るが、ケースに仕掛けられていた爆弾が爆発し、彼は帳簿ごと吹き飛ぶ。
事件の解決後、酒場でジニーの歌を聞きながら、スピアとマイクはアディとキャロラインとのデートを楽しむ。しかし、マイクが酒場の客と喧嘩を始めてしまい、彼を追い出そうとするガードマンも加わり騒ぎとなる。スピアはマイクを無視して酒を楽しむが、殴り飛ばされたマイクがグラスを割ったため、スピアは激怒して喧嘩に加わる。喧嘩を終えた後、二人は酒場の外に出て永年の決着を付けようと一騎打ちをする。

## 登場人物
スピア
演 - クリント・イーストウッド
警部。
マイク・マーフィー
演 - バート・レイノルズ
私立探偵。元警官でマイクとは警察学校の同期でもあった。腕っぷしがそれなりに強く、ならず者を二人まとめて一人で相手をして互角に戦った。
ディール・スウィフト
演 - リチャード・ラウンドトゥリー
マイクの相棒。事務所にあまりこない。後にピットの部下に射殺される。
レオン・コル
演 - トニー・ロビアンコ
暗黒街の顔役の一人。
プリモ・ピット
演 - リップ・トーン
暗黒街の顔役一人。
ジニー・リー
演 - アイリーン・キャラ
スウィフトの恋人。バーの歌手をしている。
アディ
演 - ジェーン・アレクサンダー
マイクの秘書。マイクに献身的に尽くしている。
キャロライン
演 - マデリーン・カーン
マイクの恋人。金持ち。

## キャスト
| 役名                 | 俳優                         | 日本語吹替               | 日本語吹替 |
| 役名                 | 俳優                         | フジテレビ版             | テレビ朝日版 |
| -------------------- | ---------------------------- | ------------------------ | --- |
| スピア警部           | クリント・イーストウッド     | 山田康雄                 | 山田康雄 |
| マイク・マーフィー   | バート・レイノルズ           | 内海賢二                 | 田中信夫 |
| アディ               | ジェーン・アレクサンダー     | 宗形智子                 | 鈴木弘子 |
| キャロライン         | マデリーン・カーン           | 天地総子                 | 藤田淑子 |
| プリモ・ピット       | リップ・トーン               | 中庸助                   | 富田耕生 |
| ジニー・リー         | アイリーン・キャラ           | 勝生真沙子               | 佐々木優子 |
| ディール・スウィフト | リチャード・ラウンドトゥリー | 麦人                     | 池田勝 |
| レオン・コル         | トニー・ロビアンコ           | 吉水慶                   | 羽佐間道夫 |
| ロニー・アッシュ     | ウィリアム・サンダーソン     | 田口昂                   | |
| トロイ・ローカー     | ニコラス・ワース             | 加藤正之                 | |
| ニノ                 | ロバート・デヴィ             | 塚田正昭                 | |
| ダブ・スラック       | ジュード・ファリーズ         | 亀井三郎                 | |
| フレディ             | ジョン・ハンコック           | 加藤正之                 | |
| ルーミス             | アーサー・マレット           | 石森達幸                 | |
| 大男                 | ブルース・M・フィッシャー    | 加藤正之                 | |
| 大男                 | アート・ラフルー             | 笹岡繁蔵                 | |
| ルーイ               | ジェラルド・S・オラフリン    | 石森達幸                 | |
| ロッカールーム管理人 | ハリー・シーザー             | 笹岡繁蔵                 | |
| ピット               | ボー・スター                 | 小関一                   | |
| ペギー               | ジョーン・ショウリー         | 片岡富枝                 | |
| キース               | プレストン・スパークス       | 石塚運昇                 | |
| 警官                 | アルフィー・ワイズ           | 森一                     | |
| 不明 その他          | N/A                          | 牧章子 さとうあい 田口計 | 飯塚昭三 有本欽隆 福田信昭 小島敏彦 吉水慶 田中康郎 田中正彦 掛川裕彦 伊藤和晃 塚田正昭 伊井篤史 片岡富枝 定岡小百合 亀井芳子 |

- フジテレビ版：初回放送1988年4月30日『ゴールデン洋画劇場』※BD収録
- テレビ朝日版：初回放送1992年11月15日『日曜洋画劇場』

## スタッフ
- 監督：リチャード・ベンジャミン
- 製作：フリッツ・メインズ
- 原作：サム・O・ブラウン
- 脚本：サム・O・ブラウン、ジョセフ・C・スティンソン（英語版）
- 撮影：ニック・マクリーン（英語版）
- 音楽：レニー・ニーハウス

日本語版
| -    | フジテレビ版      | テレビ朝日版           |
| ---- | ----------------- | ---------------------- |
| 演出 | 小林守夫          | 福永莞爾               |
| 翻訳 | 宇津木道子        | 入江敦子               |
| 調整 |                   | 村田弘之               |
| 効果 | 遠藤堯雄 桜井俊哉 | 南部満治               |
| 制作 | 東北新社          | ニュージャパンフィルム |

## 評価
レビュー・アグリゲーターのRotten Tomatoesでは18件のレビューで支持率は22%、平均点は4.00/10となった。Metacriticでは11件のレビューを基に加重平均値が39/100となった。